# Hilton Walt Disney World
Het Hilton in het Walt Disney World Resort is een viersterrenhotel dat grenst aan Downtown Disney in Lake Buena Vista. Dit hotel vormt samen met het Best Western Lake Buena Vista Resort Hotel, het Doubletree Guest Suite Resort, het Regal Sun Resort, het Royal Plaza, het Shades of Green, het Buena Vista Palace Resort & Spa, het Walt Disney World Dolphin en het Walt Disney World Swan de Downtown Disney Resort Area Hotels.
Het Hilton in het Walt Disney World Resort is eigendom van het Tishman Hotel Corporation, maar wordt beheerd door de Hilton Group.
Het hotel heeft 787 standaard kamers, waarvan 605 met dubbele "double-beds", en 27 suites. Veel kamers hebben uitzicht over Downtown Disney.
Het hotel werd oorspronkelijk gebouwd als een hotel voor zakengasten, maar is tegenwoordig zeer populair voor families met kinderen die Walt Disney World bezoeken.
Het hotel organiseert elk jaar de Florida DECA State Career Development conferentie.

## Trivia
- Hoewel dit hotel op het terrein van het Walt Disney World Resort ligt, is het geen eigendom van de Walt Disney Corporation, maar van de Tishman Hotel Corporation en wordt beheerd door Hilton Worldwide.
- Het hotel biedt 7000 m2 aan bijeenkomst/vergaderruimte.
- Dit is een van de hotels die een prijs kregen van het Internationale Gay & Lesbian Travel Association (IGLTA) en verwelkomt lesbiennes, homoseksuelen, biseksuelen en transseksuele gasten.
- Het hotel heeft een A Green / Sustainable Property - First Party Certificate gekregen.